# مرأة خارقة (علم الاجتماع)
في علم الاجتماع، يشير مصطلح المرأة الخارقة إلى المرأة الغربية التي يمكنها العمل بجد للقيام بالعديد من الأدوار كعاملة وربة منزل ومتطوعة وطالبة وما إلى ذلك. ولقد كان أول استخدام لهذا المصطلح بواسطة مارجوري هانسن شافيتز، في كتابها بعنوان متلازمة المرأة الخارقة.
ويوجد عدد من المصطلحات الأخرى المشتقة من «المرأة الخارقة» مثل متلازمة المرأة الخارقة، الضغط الممارس على المرأة الخارقة (الضغط الذي تتم ممارسته على المرأة الخارقة للقيام بأدوارها المتعددة بكفاءة)، وعقدة المرأة الخارقة (عبارة عن توقع أن المرأة الخارقة يمكنها بل وينبغي عليها القيام بكل شيء).
وتختلف فكرة المرأة الخارقة عن فكرة «المرأة العاملة» من حيث إن المصطلح الأخير يشير إلى المرأة التي عادةً ما تضحي بحياتها الأسرية في سبيل عملها، في حين أن المرأة الخارقة تسعى لإثبات نفسها في كلا المجالين.

## ما بعد نسوية الموجة الثانية
لقد تم الاعتراف بهذه الفكرة لأول مرة في المجتمع الأمريكي في فترة ما بعد المرحلة الثانية من الحركة النسوية والتي تمتد من سبعينيات القرن العشرين وحتى ثمانينيات القرن العشرين، مع تحول دور المرأة التقليدي من مجرد ربة منزل إلى أسلوب الحياة الذي يسيطر عليه جانب العمل بشكل ملحوظ. وتتطلب تلك الحياة ضرورة مواصلة ممارسة الأدوار الأنثوية التقليدية في المنزل ومع الأطفال، فضلًا عن القيام بالأدوار الذكورية التقليدية في شكل وظائف والارتقاء إلى رتبة اجتماعية عامة.
ولقد ناقشت النسوية الأمريكية بيتي فريدان في كتابها بعنوان المرحلة الثانية فكرة أن «النسوية الخارقة» في ثمانينيات القرن العشرين قد أدت في حقيقة الأمر إلى مضاعفة استعباد النساء، في كل من المنزل والعمل. فتمثلت النصيحة التي وجهتها للمجتمع النسوي في ضرورة الارتقاء إلى «المرحلة الثانية» من الحركة النسوية والكفاح لإعادة تشكيل كل من أدوار الجنسين وكذا إعادة تعريف القيم الاجتماعية والأساليب والهياكل المؤسسية، لتحقيق إنجازات على المستويين العام والخاص على حد سواء دون الحاجة إلى التضحية بواحدة في سبيل الأخرى.